# Kust till kust-banan
Kust till kust-banan – zelektryfikowana linia kolejowa między Göteborgiem i Kalmarem/Karlskroną. Pociągi kursujące na tej trasie również nazywają się „Kust till Kust”.
Kust till kust-banan ma dwa punkty końcowe w południowo-wschodniej Szwecji, w Kalmarze i Karlskronie. Punktem rozdziału dla tych dwóch tras alternatywnych jest Emmaboda. Ważnym węzłem na linii jest Alvesta, gdzie linia łączy się z Södra stambanan. Trasa jest jednotorowa, zelektryfikowana i jest obsługiwana przez pociągi pasażerskie i towarowe.